# Newtonia fanovanae
Newtonia fanovanae là một loài chim trong họ Vangidae.